# Deutschlandhalle

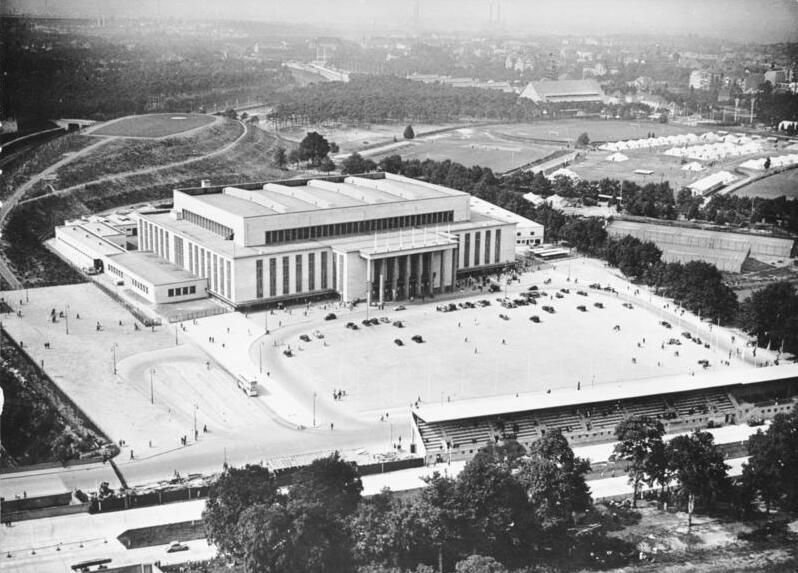
De Deutschlandhalle in 1939. Op de voorgrond de tribunes van de AVUS.

De Deutschlandhalle was een evenementenhal in het stadsdeel Westend van de Duitse hoofdstad Berlijn.
De hal werd in gebruik genomen door rijkskanselier en rijkspresident Adolf Hitler op 29 november 1935. Aanleiding tot de bouw van de Deutschlandhalle waren de Olympische Zomerspelen 1936. Tijdens de Spelen vonden hier de boks-, gewichthef- en worstelwedstrijden plaats. De arena bood plaats aan 8.764 toeschouwers. Op 19 februari 1938 voerde testpilote Hanna Reitsch in de hal voor het eerst een indoorvlucht uit met een Focke-Wulf Fw 61 helikopter. In 1943 werd het gebouw door geallieerde bombardementen zwaar beschadigd.
Na de Tweede Wereldoorlog werd de accommodatie herbouwd en vanaf 1957 werd ze gebruikt als ijshockeyhal, indoorvoetbalstadion en boksarena. De Halle werd ook gebruikt voor muziekevenementen: Ella Fitzgerald trad op in 1960 en op 4 september 1970 gaf Jimi Hendrix er zijn voorlaatste concert. In de film Christiane F. - Wir Kinder vom Bahnhof Zoo uit 1981 komt een optreden van David Bowie in de Deutschlandhalle voor.
Na de Duitse hereniging in 1990 verloor de Deutschlandhalle zijn positie als voornaamste evenementenlocatie in Berlijn aan het nieuwe Velodrom, de Max-Schmeling-Halle en O2 World. In 1995 werd het gebouw op de monumentenlijst geplaatst, maar nadat het diverse malen wegens reparatiewerkzaamheden moest worden gesloten, werd in 2011 toch besloten om het gebouw af te breken en er een nieuw ijsstadion te bouwen. Op 3 december 2011 werd begonnen met de sloop door het dak op te blazen.

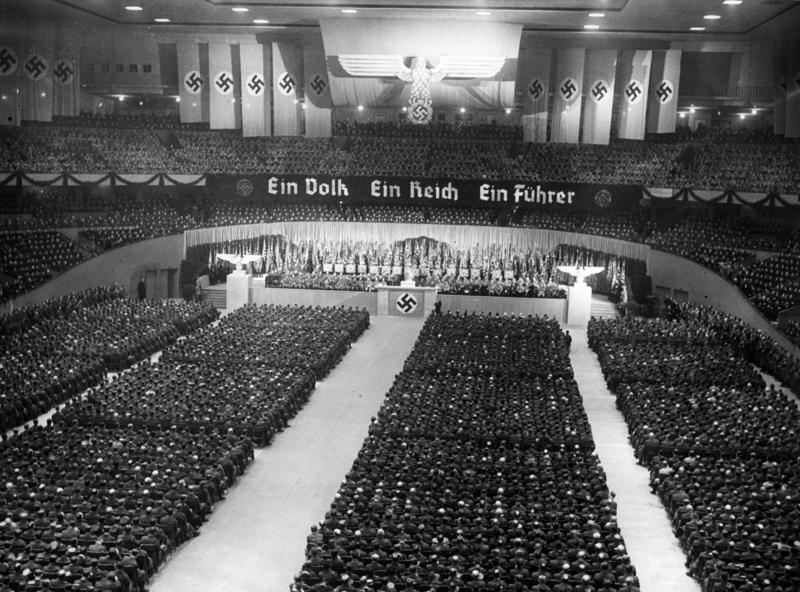
Het Generalappel van de NSDAP in de Deutschlandhalle op 23 maart 1938
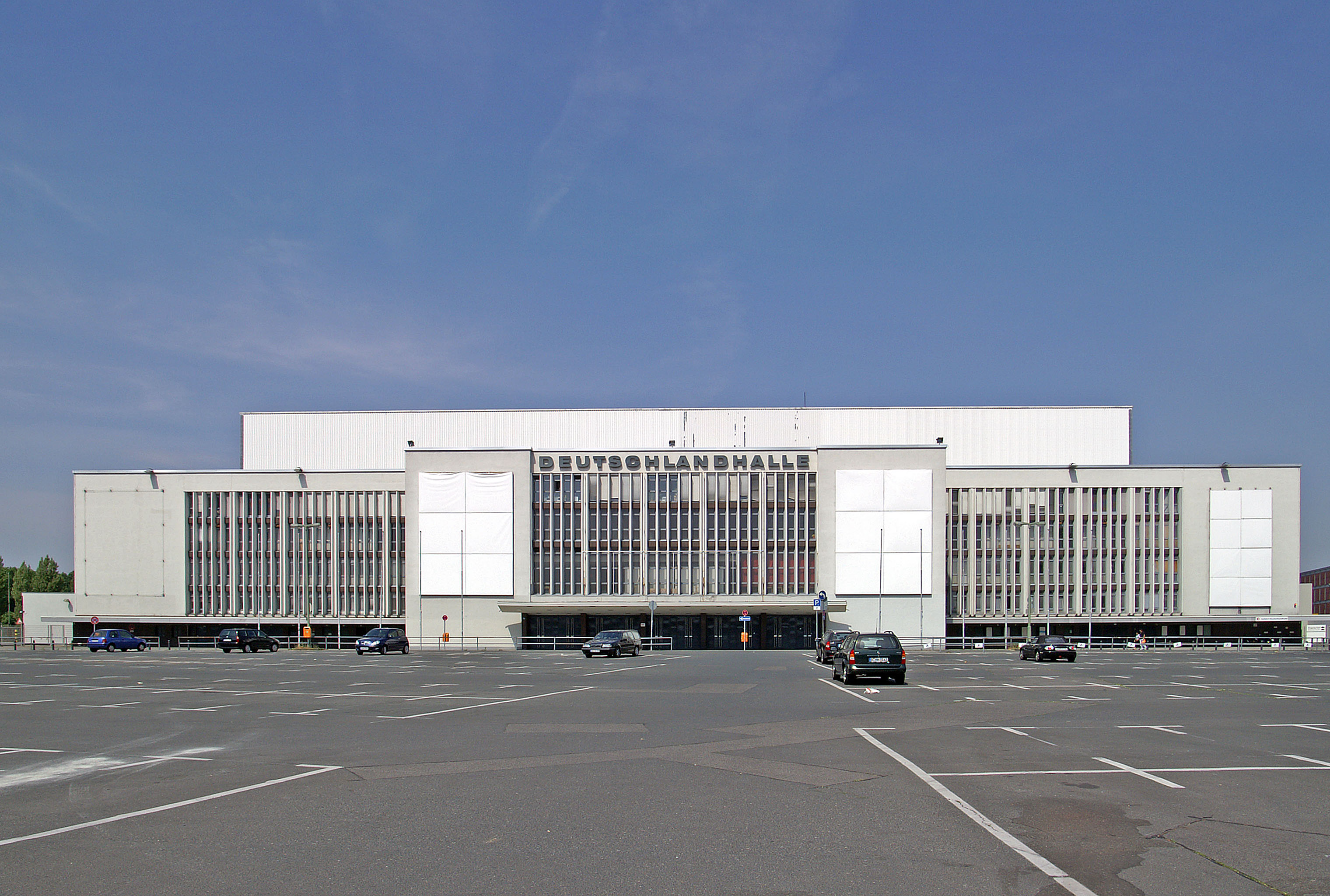
2008
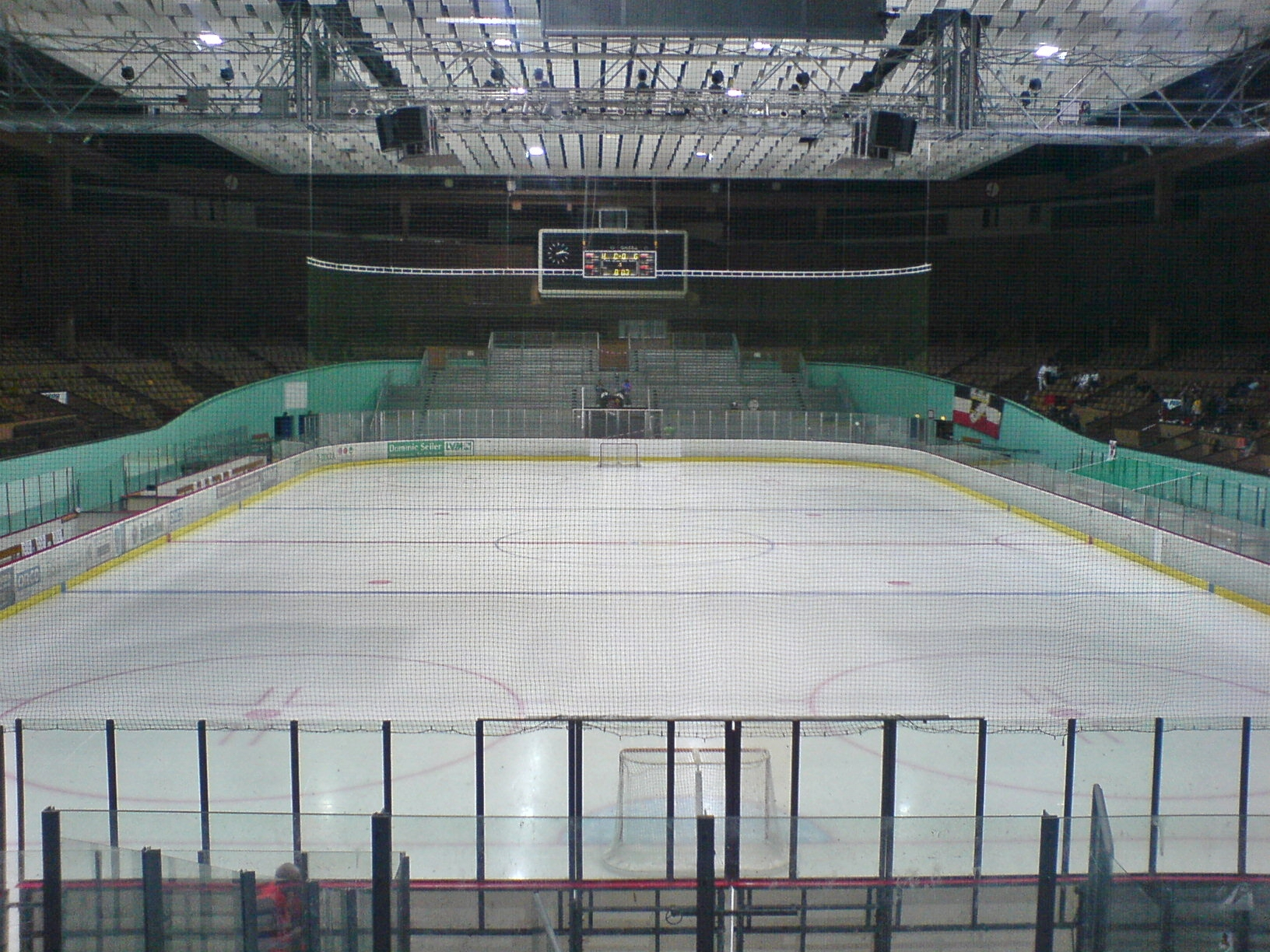
IJshockeyhal
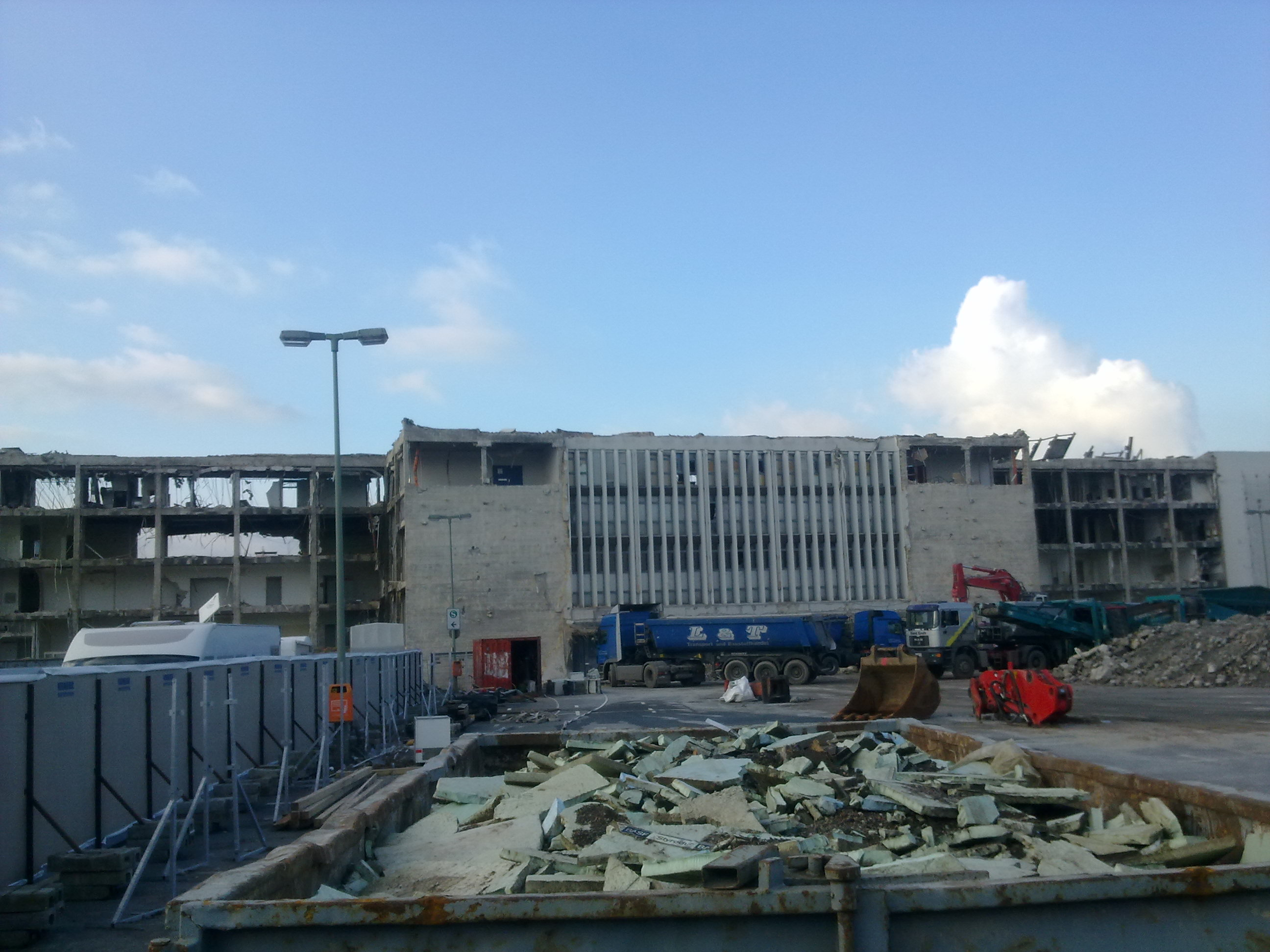
Afbraak (januari 2012)